# لیمنت
لیمنت (به فرانسوی: Leyment) یک کمون (فرانسه) در فرانسه است که در ان (اوورنی-رون-آلپ) واقع شده‌است. لیمنت ۱۴٫۱۸ کیلومتر مربع مساحت دارد ۲۶۰ متر بالاتر از سطح دریا واقع شده‌است.